# Регобот (Массачусетс)
Регобот (англ. Rehoboth) — місто (англ. town) в США, в окрузі Бристоль штату Массачусетс. Населення — 12 502 особи (2020).

## Демографія
Згідно з переписом 2010 року, у місті мешкало 11 608 осіб у 4101 домогосподарстві у складі 3280 родин. Було 4280 помешкань
Расовий склад населення:
| - 96,5 % — білих - 1,0 % — азіатів - 0,5 % — чорних або афроамериканців - 0,2 % — корінних американців |

До двох чи більше рас належало 1,2 %. Частка іспаномовних становила 1,6 % від усіх жителів.
За віковим діапазоном населення розподілялося таким чином: 23,4 % — особи молодші 18 років, 64,2 % — особи у віці 18—64 років, 12,4 % — особи у віці 65 років та старші. Медіана віку мешканця становила 43,5 року. На 100 осіб жіночої статі у місті припадало 100,0 чоловіків;  на 100 жінок у віці від 18 років та старших — 97,8 чоловіків також старших 18 років.
Середній дохід на одне домашнє господарство  становив 120 799 доларів США (медіана — 96 098), а середній дохід на одну сім'ю — 128 499 доларів (медіана — 104 263). Медіана доходів становила 66 357 доларів для чоловіків та 45 817 доларів для жінок. За межею бідності перебувало 2,3 % осіб, у тому числі 2,6 % дітей у віці до 18 років та 3,4 % осіб у віці 65 років та старших.
Цивільне працевлаштоване населення становило 7012 осіб. Основні галузі зайнятості: освіта, охорона здоров'я та соціальна допомога — 26,1 %, роздрібна торгівля — 13,2 %, виробництво — 10,8 %, науковці, спеціалісти, менеджери — 9,7 %.